# Charles William Taylor
Pour les articles homonymes, voir Charles Taylor.
Charles William Taylor né le 29 avril 1878 à Wolverhampton et mort le 2 mars 1960 à Findon (Sussex de l'Ouest), près de Worthing, est un graveur et aquarelliste britannique.

## Biographie
Né le 29 avril 1878 à Wolverhampton, Charles William Taylor est élève à la Wolverhampton School of Art, puis au Royal College of Art à Londres avant de s'installer à Southend-on-Sea, où il enseigne l'art. Spécialisé dans la gravure sur bois de bout, il réalise des scènes de genre et des paysages ruraux de l'Essex, au graphisme réaliste et stylisé d'une grande acuité.

## Collections publiques
Australie
- Sydney, galerie d'Art de Nouvelle-Galles du Sud : estampes[3].

Canada
- Ottawa, Musée des beaux-arts du Canada : estampes[4].

États-Unis
- Chapel Hill, Ackland Art Museum (en) : estampes[5]
- Washington, National Gallery of Art : estampes[6].

Royaume-Uni
- Southend-on-Sea, Beecroft Art Gallery (en) : estampes et aquarelles[7].